# 주한 덴마크 대사관
주한 덴마크 대사관(덴마크어: Danmarks ambassade i Seoul)은 대한민국 서울특별시 중구 한강대로 416 (남대문로5가 541) 서울스퀘어 11층에 위치하고 있는 덴마크 대사관이다. 

## 역사
덴마크와 대한민국의 외교관계는 1902년 7월 한정수호통상조약 및 부속통상장정이 조인됨으로써 시작되었다. 그러나 1905년 대한제국의 을사조약 체결에 따라 단절되었다가 1959년 3월 외교 관계가 재개되었고, 조선민주주의인민공화국과는 1973년 수교하였다.
1972년 4월 주덴마크 대한민국 대사관이, 1978년 6월 14일 주한 덴마크 대사관이 개설되었다. 1969년 사증면제협정, 1977년 이중과세방지협정, 1988년 투자보장협정을 맺었다.

## 주요 업무
주요 업무는 대한민국 정부와의 외교, 교섭, 수출, 통상 진흥, 자국 기업의 국내 진출 지원, 자국의 외교 정책 및 문화 홍보, 대한민국 거주 덴마크 국민의 보호감독, 여권발급, 국적, 호적 업무, 덴마크 여행객에 대한 사증발급 등이다.

## 같이 보기
관련 항목
- 대한민국-덴마크 관계
- 주덴마크 대한민국 대사관
- 덴마크의 재외공관 목록
- 대한민국 주재 외국공관 목록

서울스퀘어 관련
- 주한 독일 대사관
- 주한 에스토니아 대사관
- 주한 유럽 연합 대표부
- 주한 바레인 대사관